# 越前東鄉站

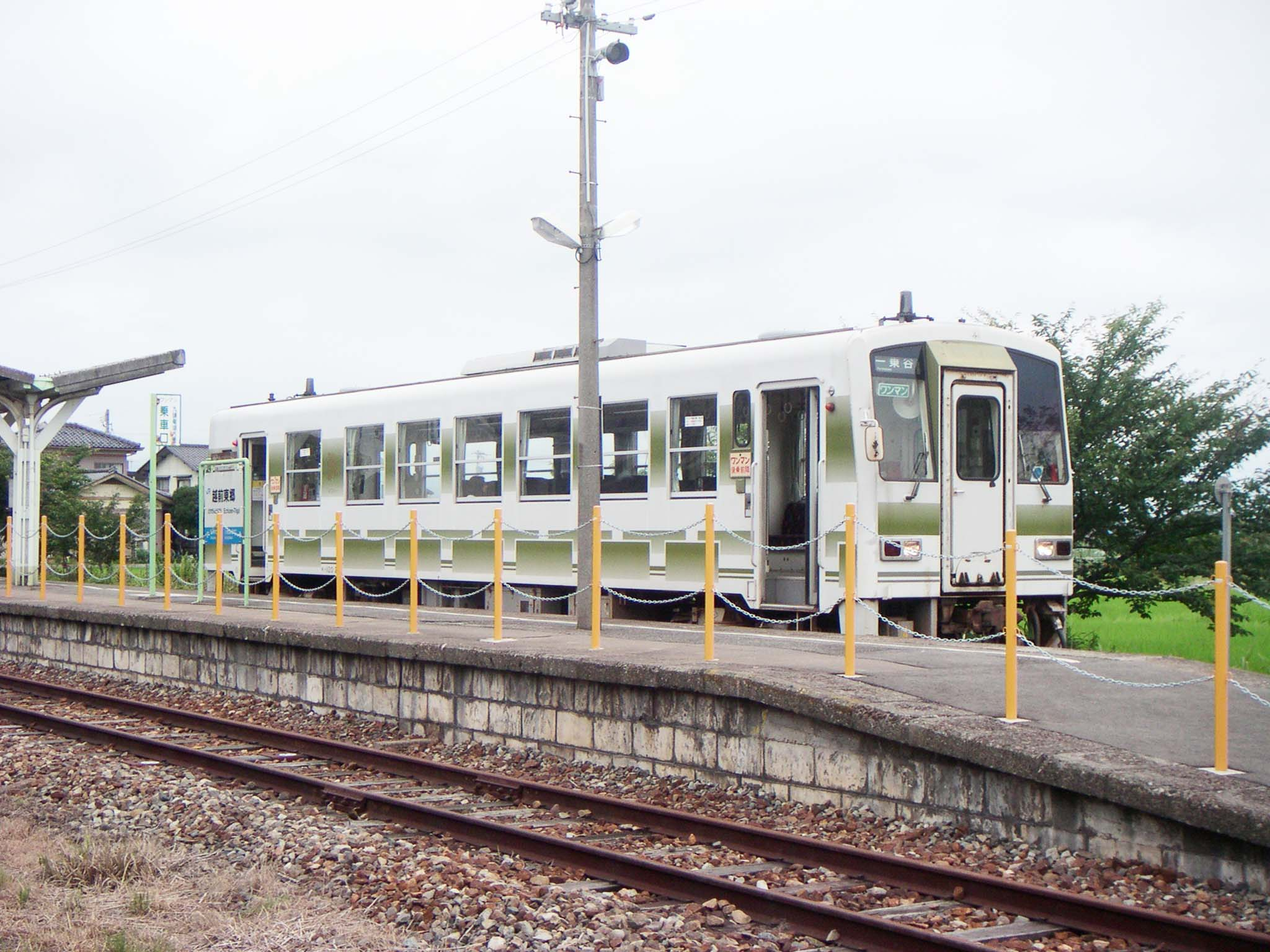
月台

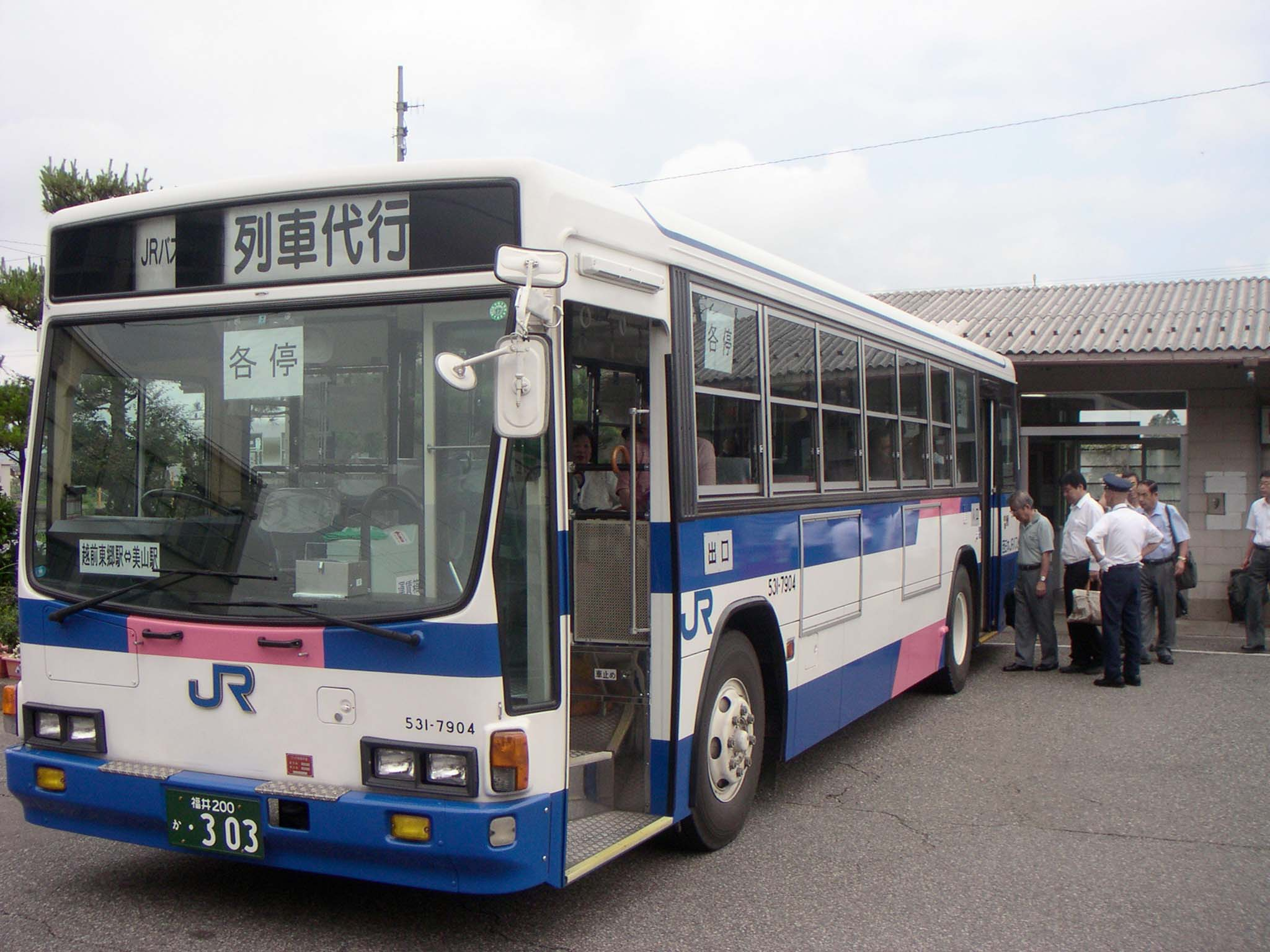
越美北線代行巴士　越前東郷站前

越前東鄉站（日语：／ Echizen-Tōgō eki */?）是位於福井縣福井市東鄉二町的西日本旅客鐵道（JR西日本）越美北線（九頭龍線）鐵路車站。

## 車站構造
地上車站。原為島式月台1面2線、站舎側1線（舊上行線）轉為保線車輛之留置線使用、現在為1面1線。
設有站舎。豪雨災害之後的2004年9月11日至2008年3月31日間為業務委託站、現在為無人車站。

## 車站周邊
- 福井市立東鄉小學校
- 東鄉郵便局

## 历史
- 1960年12月15日：越美北線勝原站開業時設置。
- 1987年4月1日：國鐵分割民營化成為西日本旅客鐵道車站。
- 2004年：

- 7月18日：豪雨使越美北線全線運行休止。
- 9月11日：越前花堂站 - 一乘谷站間營業再開。

- 2007年6月30日：一乘谷站 - 美山站間營業再開。全面開通。
- 2008年4月1日：再度無人化。

## 使用狀況
根據國土交通省「國土數值情報」，本站為線道上第4使用量最高的車站。以下為1日平均上下車人次：
| 年度 | 1日平均 乘車人次 | 1日平均 乘車人次 |
| ---- | ---------------- | ---------------- |
| 2011 | 163              |                  |
| 2012 | 157              |                  |
| 2013 | 142              |                  |
| 2014 | 140              |                  |
| 2015 | 158              |                  |
| 2016 | 148              |                  |
| 2017 | 170              |                  |
| 2018 | 158              |                  |
| 2019 | 144              |                  |
| 2020 | 98               |                  |
| 2021 | 116              |                  |
| 2022 | 118              |                  |

## 相鄰車站
西日本旅客鐵道
■九頭龍線（越美北線）
足羽－越前東鄉－一乘谷

## 外部連結
- 越前東鄉站（JR西日本） （页面存档备份，存于）